# Sens-sur-Seille
Sens-sur-Seille – miejscowość i gmina we Francji, w regionie Burgundia-Franche-Comté, w departamencie Saona i Loara.
Według danych na rok 1990 gminę zamieszkiwało 325 osób, a gęstość zaludnienia wynosiła 28 osób/km² (wśród 2044 gmin Burgundii Sens-sur-Seille plasuje się na 592. miejscu pod względem liczby ludności, natomiast pod względem powierzchni na miejscu 826.).